# Diospyros crockerensis
Diospyros crockerensis är en tvåhjärtbladig växtart som beskrevs av Francis S.P. Ng. Diospyros crockerensis ingår i släktet Diospyros och familjen Ebenaceae. Inga underarter finns listade i Catalogue of Life.